# نوک‌بزرگ لاجوردی
نوک‌بزرگ لاجوردی (نام علمی: Cyanocompsa brissonii) نام یک گونه از سرده نوک‌بزرگ‌های آبی است.